# Municipio de Union (condado de Faulk)
El municipio de Union (en inglés: Union Township) es un municipio ubicado en el condado de Faulk en el estado estadounidense de Dakota del Sur. En el año 2010 tenía una población de 58 habitantes y una densidad poblacional de 0,65 personas por km².

## Geografía
El municipio de Union se encuentra ubicado en las coordenadas 45°12′17″N 98°46′11″O / 45.20472, -98.76972. Según la Oficina del Censo de los Estados Unidos, el municipio tiene una superficie total de 89.05 km², de la cual 84,65 km² corresponden a tierra firme y (4,94 %) 4,4 km² es agua.

## Demografía
Según el censo de 2010, había 58 personas residiendo en el municipio de Union. La densidad de población era de 0,65 hab./km². De los 58 habitantes, el municipio de Union estaba compuesto por el 100 % blancos. Del total de la población el 0 % eran hispanos o latinos de cualquier raza.